# Shawville
Shawville är en kommun och tätort (centre de population) i provinsen Québec i Kanada. Den ligger i regionen Outaouais, i den sydöstra delen av landet, 70 km väster om huvudstaden Ottawa.
Kommunen är officiellt tvåspråkig (franska och engelska), med 86 % engelsktalande och 16 % fransktalande (modersmålstalare) vid folkräkningen 2021.